# 北条高政
北条 高政（ほうじょう たかまさ）は鎌倉時代末期の北条氏の一門。肥後国守護。父は金沢流で鎮西探題を務めた北条政顕（まさあき、金沢政顕）。赤橋流北条氏で執権となる北条守時の弟で鎮西探題であった北条英時の養子となった。豊前国規矩郡 （福岡県北九州市）を領したので、規矩 高政（きく たかまさ）とも呼ばれる。

## 生涯
肥後守護として九州へ赴任していたが、元弘3年（1333年）3月13日に博多の鎮西探題館を宮方の菊池武時に急襲されると（博多合戦）、2日後に探題館に駆けつけ、その翌日には肥後国地頭や御家人らを率いて菊池氏や阿蘇氏の討伐に出陣し、3月下旬に菊池・阿蘇らが立て籠もる鞍岡城を攻め落とした。
だが、中央での六波羅探題滅亡や鎌倉陥落、金沢氏を含む北条氏一門滅亡などの報が伝わると、少弐氏や大友氏らが宮方に属し、5月に鎮西探題は滅んで英時らは自害した。英時の養子である高政は弟の糸田貞義と共に雌伏した。
建武元年（1334年）1月、高政は豊前田川郡糸田庄（福岡県田川郡糸田町）を領する実弟の糸田貞義とともに北九州で挙兵、北条残党を糾合して大きな反乱を起こした。高政は豊前規矩郡帆柱山城（福岡県北九州市八幡西区）で筑前・豊前の北条残党を集めて抵抗し、大友氏や少弐氏を中心とした鎮圧軍と7ヶ月に及ぶ戦いを繰り返したが、7月には鎮圧される（規矩・糸田の乱）。
以後の高政の記録は存在しないため没年は不明であるが、この年には鎌倉など各地で北条残党の抵抗があって北条一族の殲滅が徹底されていたため、高政も殺害されたものと思われる。